# Lanurile (okręg Konstanca)
Lanurile – wieś w Rumunii, w okręgu Konstanca, w gminie Bărăganu. W 2011 roku liczyła 913 mieszkańców.